# 카루젤 광장

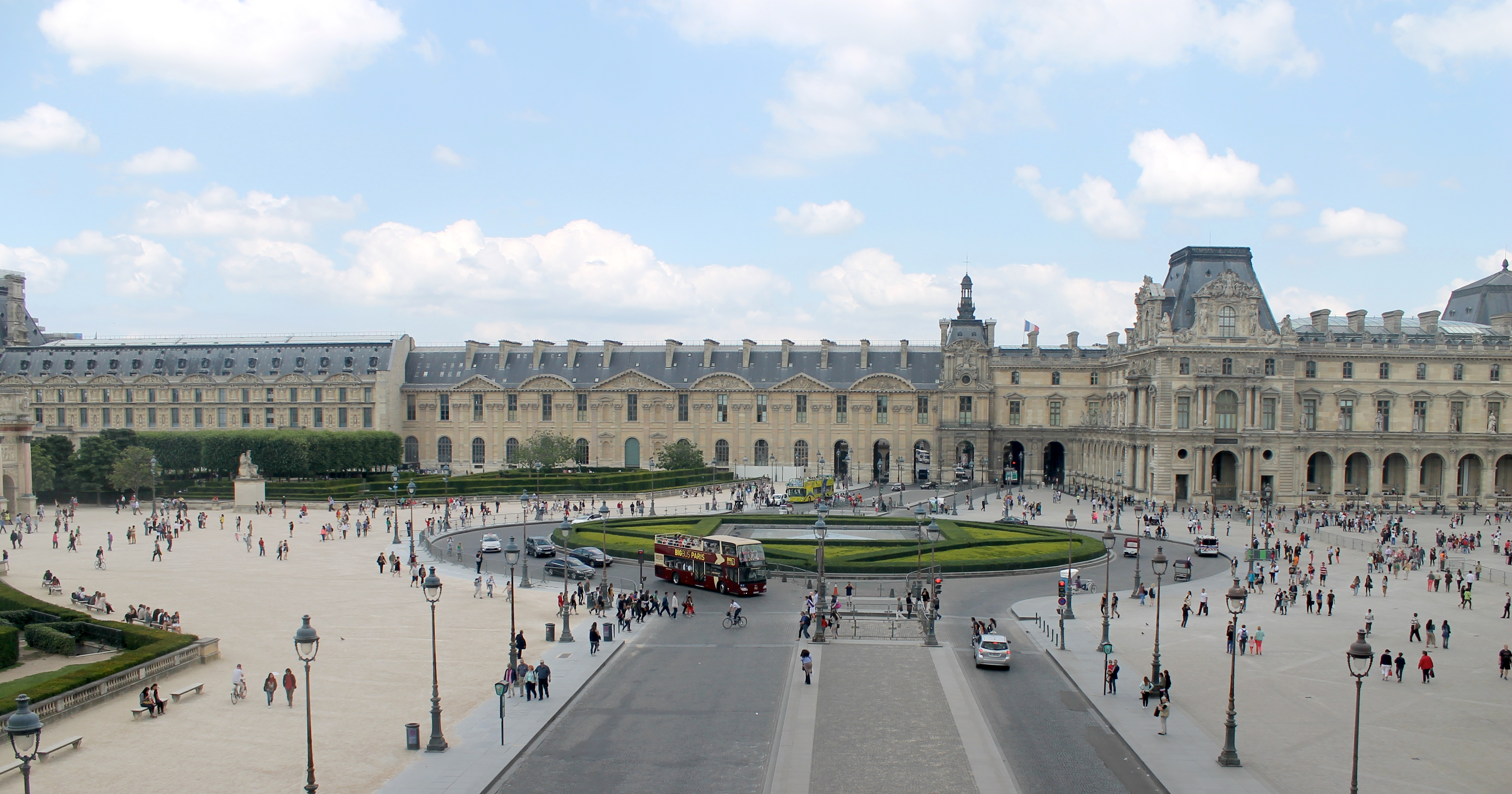
루브르궁 남쪽 부속건물에서 바라본 카루젤 광장.

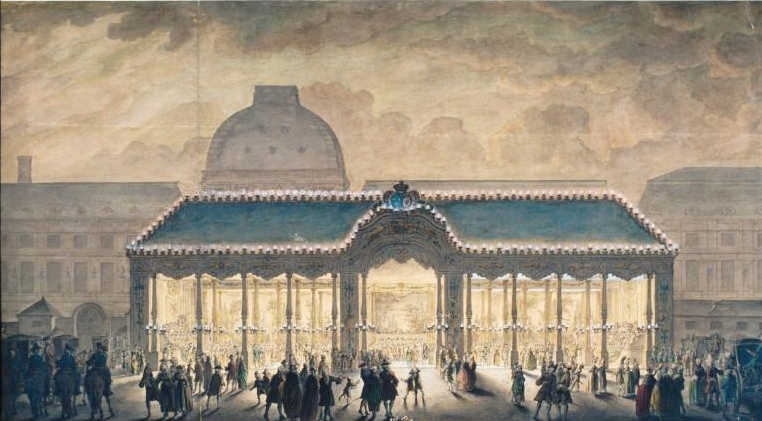
루이 16세의 즉위와 결혼을 위해 카루젤 광장에 세워진 건축물 (1775년). 뒤로 튈르리 궁전이 있다.

카루젤 광장(프랑스어: Place du Carrousel)은 프랑스 파리에 있는 공공 광장으로 루브르 박물관 안마당 한쪽이 열린 부분에 있어, 한때 1871년까지는 그곳에 튈르리 궁전이 있었다. 미술관과 튈르리 정원 사이에 위치하며, 튈르리 정원의 동쪽에 있다. 서쪽으로는 콩코드 광장이 있다.
광장 중앙에는 회전교차로가 있으며 회전교차로 가운데에는 지하의 카루젤 뒤 루브르로 향하는 루브르 역피라미드의 밑부분이 있다. 이 역피라미드는 유리로 되어 있어 지하의 채광창 역할을 한다.
카루젤(carrousel)은 원래 군사용 마장마술의 종류를 의미한다. 1662년, 루이 14세가 이 광장에서 마장마술 시범을 보이게 하여 관람한 것에서 유래하여 카루젤 광장이라고 불리게 되었다.

## 역사
1789년 10월 5일 파리 시민이 폭도로 변해 베르사유 궁전에 난입했고, 루이 16세와 마리 앙투아네트와 어린이, 심지어는 프로방스 백작(후의 루이 18세)과 아내, 그리고 엘리자베스 왕녀를 사로잡아 파리로 연행하여 가택에 연금시켰다. 국왕과 왕비는 튈르리 궁전에서 파리 시민들의 감시를 받게 되었다. 그래서 왕은 일가를 이끌고 프랑스를 탈출하려는 여러 가지 계획을 세웠다. 왕비는 왕과 떨어지고 떠나고 싶지 않다는 이유로 그 계획 중 일부를 거부했다. 다른 계획은 국왕의 우유부단함 때문에 실행되지 못했다. 실제로 도주를 결행한 것은 상당히 늦어진 1791년 6월 21일이었고, 그 시도(바렌느 사건)는 실패로 끝났다. 도주 약 24시간 후 바렌느에서 발각되어 1주일 만에 파리로 끌려 돌아오게 되었다.
1792년 6월 20일, 군중이 튈르리 궁전에 난입하여, 프랑스 국가에 대한 충성의 상징인 빨간 모자(프뤼기아 모자)를 국왕에게 씌운 사건이 발생했다.
같은 해 1792년 8월 10일 무장한 군중이 튈르리 궁전에 난입하여 국왕 일가를 입법의회에 세우려고 했다. 약 1시간 반 후, 궁전은 무리에게 유린되었고, 스위스 용병들이 학살되었다. 약 700명이 죽었고 그 피투성이된 시체가 궁전 앞 광장(당시는 카루젤 경기장(Cours du Carrousel)이라고 불리고 있었다)과 궁전의 정원과 센강 제방에 쌓여있었다. 8월 13일 국왕 일가는 떵플 탑에 유폐되었다.
1792년 8월 21일 카루젤 광장에 단두대가 세워졌다. 그 후 두 번 정도 단기간 철거되었지만, 1793년 5월 11일까지 거기에 있었다. 여기서 총 35명이 처형되었다.
1793년 8월 2일, 한때 단두대가 있던 자리에 전달인 7월 숨진 혁명 지도자 장폴 마라를 기리는 나무 피라미드가 건설되었다. 비문에는 “지금은 돌아가신 마라 영혼에. 1년 7월 13일(프랑스 혁명력) 죽음. 그는 무덤 아래서 여전히 반역자를 떨게 한다. 위험한 손은 사람의 사랑을 방해했다"라고 적혀 있었다. 또한 암살되었을 때 잠겨있던 좌욕조와 책상도 그곳에 전시되었다. 이 유물은 1794년 7월 28일까지 놓여 있었다.
1848년 혁명 당시 튈르리 궁전은 폭도에게 약탈되어 심한 손상을 입었다. 1871년 5월 23일 오후 7시, 파리 코뮌을 제압하려고 하는 동안, 자치단체의 명으로 12명의 남자가 가연성 물질(석유 등)을 사용하여 튈르리 궁전에 불을 질렀다. 불은 48시간 타올랐고, 궁전은 불타서 내려앉았다. 불타버린 폐허는 그대로 11년간 방치되어 있었다. 1882년 프랑스 국민의회는 폐허의 철거를 의결하고, 반대하는 의견도 있었지만 1883년에 철거가 시작된다. 불탄 자리에서 발견된 물건들은 개인 기업가에 매각되었다.
궁전이 철거되어 빈 터가 된 곳을 공공 광장으로 만들었고, 1662년부터 “카루젤 광장”이라고 부르게 되었다.

## 카루젤 개선문
- 카루젤 개선문
- 카루젤 개선문 중앙의 아치 아랫면에 있는 부조

1806년부터 1808년 튈르리 궁전의 문으로 지어진 카루젤 개선문(Arc de Triomphe du Carrousel)은 궁전 철거 후 카루젤 광장에서 가장 눈에 띄는 건물이 되었다. 카루젤 개선문은 나폴레옹이 그때까지의 전승을 기념하여 1806년에 건설이 시작된 개선문이다. 샤를 드골 광장의 에투알 개선문도 같은 해에 제작되어 제작에 13년이 소요되었고 크기도 거의 두 배이다.

## 같이 보기
- 튈르리 궁전
- 콩코드 광장